# PIARC
Всемирная дорожная ассоциация (официально: PIARC, англ. World Road Association) — это международная некоммерческая ассоциация, осуществляющая свою деятельность в сфере автомобильного транспорта и дорожной инфраструктуры.

## История
В 1907 году правительства Франции и Бельгии решили провести Международный дорожный конгресс в Париже из-за стремительного развития автомобильного транспорта и его презентации на Всемирной выставке 1900 года. После дорожного конгресса, состоявшегося в 1908 году и собравшего около 2 000 участников из 28 стран, в 1909 году была создана Постоянная международная ассоциация дорожных конгрессов (фр. l'Association internationale permanente des Congrès de la Route, AIPCR) для организации подобных международных встреч на регулярной основе.
Аббревиатура «AIPCR» (или «PIARC» в англоязычных странах, сокращение от англ. Permanent International Association of Road Congresses) продолжала широко использоваться до 2019 года, когда ассоциация решила официально принять название PIARC.
В 1970 году PIARC получила консультативный статус при Экономическом и Социальном Совете ООН.

## Задачи
Основной целью Всемирной дорожной ассоциации является содействие международному сотрудничеству и развитию в области дорог и автомобильного транспорта, PIARC стремится:
- быть ведущим международным форумом для обсуждения и анализа всех вопросов, связанных с дорогами и дорожным транспортом,
- находить, делиться и распространять передовой опыт,
- уделять особое внимание потребностям развивающихся стран и стран с переходной экономикой,
- создавать и продвигать эффективные инструменты для принятия решений по вопросам, касающихся дорог и дорожного транспорта.

## Членство
На 2023 год к ассоциации присоединились правительства 127 стран мира. К примеру, правительства таких стран, как Австрия, Бельгия, Канада, Китай, Япония, Франция, Германия, США. Украина присоединилась к организации в 1995 году.